# 埃德加·丹尼斯
埃德加·丹尼斯（Edgar Denis，1968年9月11日—）是已退役的巴拉圭职业足球运动员，司职前锋，曾经入选国家队，1995年美洲杯身披18号球衣。
1997年下半赛季，丹尼斯曾经与同胞法德恰一起在中国甲A联赛上海申花效力，在足协杯和联赛的比赛中为申花攻入三球。